# Hành Tín Đông
Hành Tín Đông là một xã thuộc huyện Nghĩa Hành, tỉnh Quảng Ngãi, Việt Nam.
Xã Hành Tín Đông có diện tích 37,85 km², dân số năm 1999 là 4072 người, mật độ dân số đạt 108 người/km².
Thắng cảnh Suối Chí với diện tích rộng khoảng 15 ha, nằm cách Thành phố Quảng Ngãi 24 km về phía Nam, thuộc địa bàn thôn Khánh Giang và Trường Lệ. Đây được xem là một thắng cảnh đẹp của huyện Nghĩa Hành nói riêng và của tỉnh Quảng Ngãi nói chung, có giá trị rất lớn trong phát triển kinh tế xã hội, nhất là phát triển du lịch sinh thái.